# Lažany (Strakonicei járás)
Lažany falu és önkormányzat (obec) Csehország Dél-csehországi kerületének Strakonicei járásában. Területe 3,23 km², lakosainak száma 93 (2008. 12. 31). A falu Strakonicétől mintegy 12 km-re északra, České Budějovicétől 61 km-re északnyugatra, és Prágától 90 km-re délnyugatra fekszik.
A település első írásos említése 1384-ből származik.

## Látnivalók
- A 16. században épült Lažany-i vár.

## Népesség
A település népessége az elmúlt években az alábbi módon változott:
| Lakosok száma | 372  | 224  | 240  | 125  | 151  | 131  | 62   | 54   | 53   | 56   |
|               | 1869 | 1890 | 1921 | 1950 | 1980 | 2001 | 2017 | 2019 | 2022 | 2024 |